# Бран (Брашов)
Бран (рум. Bran) — село у повіті Брашов в Румунії. Адміністративний центр комуни Бран.
Село розташоване на відстані 132 км на північний захід від Бухареста, 24 км на південний захід від Брашова.

## Населення
За даними перепису населення 2002 року у селі проживали 1438 осіб, з них 1431 особа (99,5 %) румунів. Рідною мовою 1431 особа (99,5 %) назвала румунську.